# Friedrich Blass
Friedrich Wilhelm Blass, född 22 januari 1843 i Osnabrück, död 5 mars 1907 i Halle an der Saale, var en tysk filolog.
Blass blev 1876 e.o. professor i klassisk filologi vid Kiels universitet, 1881 ordinarie professor där och överflyttade 1892 till Halle. Han ägnade sig främst åt de grekiska talarna och grekisk grammatik. Hans viktigaste arbete är Die attische Beredsamkeit (tre band, 1868–80; ny upplaga 1887–98). Han författade vidare bland annat Über die Aussprache des Griechischen (1870; tredje upplagan 1888), Grammatik des neutestamentlichen Griechisch (andra upplagan 1902) och avdelningarna om hermeneutik och kritik samt paleografi, bokväsende och manuskriptkännedom i den av Iwan von Müller redigerade "Handbuch der klassischen Alterthumswissenschaft". Blass utgav editioner av åtskilliga attiska talare, delar av Plutarchos levnadsteckningar samt Aristoteles nyupptäckta skrift "Politeia athenaion" (1892; tredje upplagan 1903). Vidare utgav han i ny bearbetning Raphael Kühners Ausführliche Grammatik der griechischen Sprache I (1890–1892, fortsatt av Bernhard Gerth).